# Маркус Маттіолі
Маркус Маттіолі  (порт. Marcus Mattioli, 18 жовтня 1960) — бразильський плавець, олімпійський медаліст.

## Виступи на Олімпіадах
| Олімпіада   | Дисципліна                            | Місце     |
| ----------- | ------------------------------------- | --------- |
| Москва 1980 | плавання на 200 метрів вільним стилем | 3 h5 r1/2 |
| Москва 1980 | естафета 4 × 200 вільним стилем       | 3         |
| Москва 1980 | плавання на 100 метрів, батерфляй     | 5 h5 r1/3 |
| Москва 1980 | плавання на 200 метрів, батерфляй     | 3 h1 r1/2 |